# Буровлянка (река)
Буровлянка — река в Рамонском районе Воронежской области России. Устье реки находится на 1461 км по левому берегу реки Дон. Длина реки составляет 18 км, площадь водосборного бассейна 134 км².
Река берёт начало в балках к северо-востоку от посёлка Комсомольский, на большей части русла пересыхающая. На реке расположены населённые пункты Буровлянка и Кулешовка.

## Данные водного реестра
По данным государственного водного реестра России относится к Донскому бассейновому округу, водохозяйственный участок реки — Дон от города Задонск до города Лиски, без рек Воронеж (от истока до Воронежского гидроузла) и Тихая Сосна, речной подбассейн реки — бассейны притоков Дона до впадения Хопра. Речной бассейн реки — Дон (российская часть бассейна).
Код объекта в государственном водном реестре — 05010100812107000002181.